# Confrérie de la Cuillère
La confrérie de la Cuillère ou Cuiller est une association chevaleresque et secrète destinée à venir en aide au duc de Savoie Charles II dans ses tentatives de conquête de la ville de Genève.

## Histoire
Une première assemblée aurait eu lieu en octobre 1527 au château de Bursinel, réunissant de nombreux nobles du pays de Vaud, du Faucigny, de la Bresse et de la Franche-Comté. Le chroniqueur François Bonivard évoque l'assassinat en 1529 à Genève de François de Pontverre, le chef des conjurés, ces derniers étant appelés aussi « gentilshommes de la Cuiller », « compagnie de la Cuiller », ou « bande des Cuillères ». En signe de ralliement, ils portaient au cou une cuillère, attachée par un ruban de soie.
Genève, alliée depuis 1526 aux cantons confédérés, déjoue plusieurs attaques grâce à l’appui des villes suisses. Ainsi, des troupes bernoises, fribourgeoises et soleuroises viennent au secours de Genève en 1530, incendiant sur leur passage de nombreux châteaux détenus par des conjurés vaudois, dont Allaman, Bursinel, Dully, Perroy, Rolle, Vullierens et Vufflens, tout comme la maison forte du Rosay à Bursins, et celle de Vincy à Gilly. Une nouvelle menace, en janvier 1536, mène à une seconde campagne des confédérés qui débouche sur la conquête du Pays de Vaud par les Bernois et les Fribourgeois. À cette occasion encore, les seigneurs de Rolle et de Vincy manifestent des velléités de résistance. En représailles, leurs châteaux, avec la maison d'Allinges à Rolle, sont à nouveau incendiés.
L'aventure se termine le 25 février 1536 par la capitulation d'Yverdon, où les conjurés s'étaient retranchés, et par la fuite à Saint-Claude, en Franche-Comté, de leur principal chef, le baron de La Sarraz.